# Susana Chávez Castillo
Susana Chávez Castillo   (Ciudad Juárez, 5 de novembre de 1974 - Ciudad Juárez, 6 de gener de 2011) va ser una poetessa, psicòloga i defensora dels Drets Humans mexicana. Se li atribueix l'autoria de la frase «Ni una menys», i «Ni una morta més», que ha estat enarborada per les organitzacions civils de tota Llatinoamèrica per a la lluita contra el feminicidi. Va ser trobada assassinada, violada i mutilada a la colònia Cuauhtémoc el 6 de gener de 2011, encara que la identificació de les seves restes no va ocórrer fins a l'11 de gener d'aquest mateix any.

## Biografia
Susana Chávez va iniciar la seva incursió en la poesia als onze anys. Va participar en diversos festivals literaris a Ciudad Juárez i altres fòrums culturals a Mèxic. D'acord amb el perfil del seu blog personal, Primera Tormenta, era matriculada a la llicenciatura en Psicologia a la Universitat Autònoma de Ciudad Juárez (UACJ) i es trobava treballant en un llibre de poemes.
Chávez participava en el moviment de defensa dels drets humans de Ciutat Juárez, i se la considera autora de la frase que originalment era «Ni una menys, ni una morta més» (després «Ni una menys»), en la lluita per l'esclariment dels feminicidis a Ciutat Juárez, el número de la qual depassa els tres mil casos, dels quals la majoria segueix sense resoldre's. La participació de Chávez en les manifestacions civils incloïa la lectura de la seva obra, la realització de curts documentals i altres activitats.

## Assassinat
El dia que va ser assassinada, Chávez es dirigia a visitar a unes amigues, però no va arribar al seu destí, d'acord amb la declaració de la seva mare. El matí del 6 de gener de 2011 va ser trobat el seu cos amb el cap cobert per una bossa negra i la mà retallada. Com no portava identificació, les seves restes van ser traslladades al Servei Mèdic Forense (Semefo) de la Fiscalia General de l'Estat de Chihuahua. El dilluns 10 de gener, els familiars de Chávez van acudir al Semefo per a identificar el cos, però fins a l'endemà no s'havia difós la seva identitat encara que es va anunciar que hi havia tres detinguts per la seva probable participació en l'assassinat.
El fiscal general de l'estat de Chihuahua, Carlos Manuel Salas, ha dit que l'assassinat de Chávez no té relació amb el seu paper com a activista. D'acord amb ell, Chávez s'havia trobat amb un grup de joves amb el qual "se'n va anar a divertir", però com estaven drogats i alcoholitzats, van perdre el control i la van assassinar. Salas va dir que els responsables van ser detinguts en flagrància.
Organitzacions defensores dels Drets Humans van denunciar llavors que es volia culpar a la víctima del seu assassinat. Norma Ledezma, coordinadora de l'organització Justicia para nuestras hijas, va dir que la mort de Susana Chávez és part del clima d'impunitat que es viu en Ciudad Juárez. En la mateixa línia, la fundadora de l'organització Nuestras Hijas de Regreso a Casa, Marisela Ortiz va denunciar que la cultura d'intolerància i impunitat propicien que qualsevol persona pugui cometre un crim. Amnistia Internacional va demandar una actuació àgil i transparent.
Gustavo de la Rosa, Visitador de la Comissió Estatal de Drets Humans (CEDH) de Chihuahua va mostrar la seva preocupació davant els fets esdevinguts, subratllant que la majoria de la gent en Juárez pensa que no hi ha delinqüència i només existeix crim organitzat. No obstant això ell sosté, al costat d'altres persones, que s'està vivint una etapa d'anarquia criminal en la qual el lumpen s'ha ensenyorit dels espais.Precisament, els tres menors detinguts pertanyen a grups socials marginats amb els quals Susana estava acostumada a tractar per les seves tasques humanitàries.
Després de la detenció dels joves, es va saber que pertanyien a la perillosa i extremadament violenta colla de Los Aztecas i van admetre el consum de drogues i alcohol. Segons la seva confessió, van començar una forta discussió quan van dir que eren membres de Los Aztecas i Susana els va amenaçar amb denunciar-los a la policia, i finalment la van assassinar. Els adolescents la van asfixiar amb una bossa d'escombraries i li van amputar una mà amb un xerrac, per a després llançar el seu cadàver al carrer. El seu objectiu era confondre a les autoritats i aparentar un homicidi de la delinqüència organitzada.
L'any 2013 els tres assassins de Susana Chávez Castillo van ser condemnats a la pena màxima de 15 anys de presó per un Tribunal Especialitzat en Justícia per a Menors Infractors. Els assassins sentenciats eren menors d'edat, van estar cinc anys a la presó i a l'agost de 2016 van ser alliberats per l'entrada en vigor de la nova Llei d'Adolescents Infractors, que va reduir les seves condemnes. Un dels assassins és Sergio Cárdenas de la O, alias “El Balatas”.